# Waltzing Matilda
Waltzing Matilda, Roud 9536, är en folkvisa från Australien, betraktad som Australiens inofficiella nationalsång. Sångtexten skrevs av poeten Banjo Paterson 1895 till en melodi som skilde sig något från den senare använda.
Visan handlar om en daglönare, en så kallad "swagman", som gick från gård till gård för att arbeta. Dessa tillfälliga arbetares packning kallades "Matilda". Han sitter vid ett vattendrag och kokar vatten, då ett får kommer för att dricka. Mannen tar fåret, men upptäcks av dess ägare och tre poliser. Hellre än att bli arresterad för stölden, ett brott som bestraffades med hängning, dränker sig mannen i vattendraget och han spökar där sedan dess.

## Sångtext
Once a jolly swagman camped by a billabong,
Under the shade of a coolibah tree,
And he sang as he watched and waited 'til his billy boiled
"Who'll come a-Waltzing Matilda, with me?"
Waltzing Matilda, Waltzing Matilda
Who'll come a-Waltzing Matilda, with me
And he sang as he watched and waited 'til his billy boiled,
"Who'll come a-Waltzing Matilda, with me?
Along came a jumbuck to drink at the billabong,
Up jumped the swagman and grabbed him with glee,
And he sang as he stowed that jumbuck in his tucker bag,
"You'll come a-Waltzing Matilda, with me".
Waltzing Matilda, Waltzing Matilda
Who'll come a-Waltzing Matilda, with me
And he sang as he stowed that jumbuck in his tucker bag,
"You'll come a-Waltzing Matilda, with me?".
Up rode the squatter, mounted on his thoroughbred,
Down came the troopers, one, two, three,
"Whose is that jumbuck you've got in your tucker bag?"
"You'll come a-Waltzing Matilda, with me".
Waltzing Matilda, Waltzing Matilda
Who'll come a-Waltzing Matilda, with me
"Whose is that jumbuck you've got in your tucker bag?",
"You'll come a-Waltzing Matilda, with me?".
Up jumped the swagman, leapt into the billabong,
"You'll never catch me alive," said he,
And his ghost may be heard as you pass by the billabong,
"Who'll come a-Waltzing Matilda, with me".
Waltzing Matilda, Waltzing Matilda
Who'll come a-Waltzing Matilda, with me
And his ghost may be heard as you pass by the billabong,
"Who'll come a-Waltzing Matilda, with me?"

En gång tältade en arbetare vid korvsjön
I ett brett träds svala skugga satt han
Väntade på att hans te skulle koka, och han sjöng
"Vem vill gå med mig och min Matilda?"
Gå med Matilda, gå med Matilda
Vem vill gå med mig och min Matilda
Väntade på att hans té skulle koka, och han sjöng
"Vem vill gå med mig och min Matilda?"
Hoppandes fram kom en bäse för att dricka där
Mannen for upp och greppade honom
Han stoppade ner bäsen i sin väska, och han sjöng
"Du ska gå med mig och min Matilda"
Gå med Matilda, gå med Matilda
Vem vill gå med mig och min Matilda
Han stoppade ner bäsen i sin väska, och han sjöng
"Du ska gå med mig och min Matilda"
Fram red nu nybyggar'n, uppe på sin fullblodshäst
Se'n kom poliserna, en, två och tre
"Vems är den bäsen som du har i din väska där?"
"Du ska gå med mig och min Matilda"
Gå med Matilda, gå med Matilda
Vem vill gå med mig och min Matilda
"Vems är den bäsen som du har i din väska där?"
"Du ska gå med mig och min Matilda"
Mannen reste sig och hoppade ner i korvsjön
"Ni tar mig aldrig levande" sa' han
Och går du till den korvsjön kan du höra hans spöke
"Vem vill gå med mig och min Matilda?"
Gå med Matilda, gå med Matilda
Vem vill gå med mig och min Matilda
Och går du till den korvsjön kan du höra hans spöke
"Vem vill gå med mig och min Matilda?"
Musikens ursprung är irländsk

1. 